# Lauren Cohan
Pour l’article homonyme, voir Cohan (homonymie).
Lauren Cohan, née le 7 janvier 1982 à Cherry Hill, (New Jersey, États-Unis), est une actrice américano-britannique.
Elle se fait connaître par les rôles récurrents qu'elle occupe dans des séries télévisées telles que Supernatural (2007-2008), Chuck (2011), Vampire Diaries (2010-2012) et accède à une forte notoriété grâce à son interprétation de Maggie Greene dans la série horrifique The Walking Dead (de 2011 à 2022).

## Biographie

### Jeunesse et formation
Lauren Storholm naît le 7 janvier 1982 à Philadelphie, en Pennsylvanie, d'un père américain et d'une mère britannique avec des origines écossaise, irlandaise et norvégienne. Elle grandit à Cherry Hill, dans le New Jersey, pendant un an, avant de déménager au Royaume-Uni, à l'âge de treize ans.
Sa mère, d'origine écossaise, s'est convertie au judaïsme quand elle a épousé son beau-père. Elle a été élevée dans la religion juive à partir de l'âge de cinq ans, en allant à l'école hébraïque et en célébrant sa Bat-mitsvah. Elle a cinq demi-frères et sœurs plus jeunes.
Elle est admise à l'université de Winchester, d'où elle sort diplômée avec un baccalauréat en littérature anglaise et d'art dramatique. Elle a ensuite commencé à partager son temps libre et son travail entre Londres et Los Angeles, et travaille sur plusieurs films, ainsi que sur quelques projets non-commerciaux.

### Carrière

#### Débuts et rôles récurrents

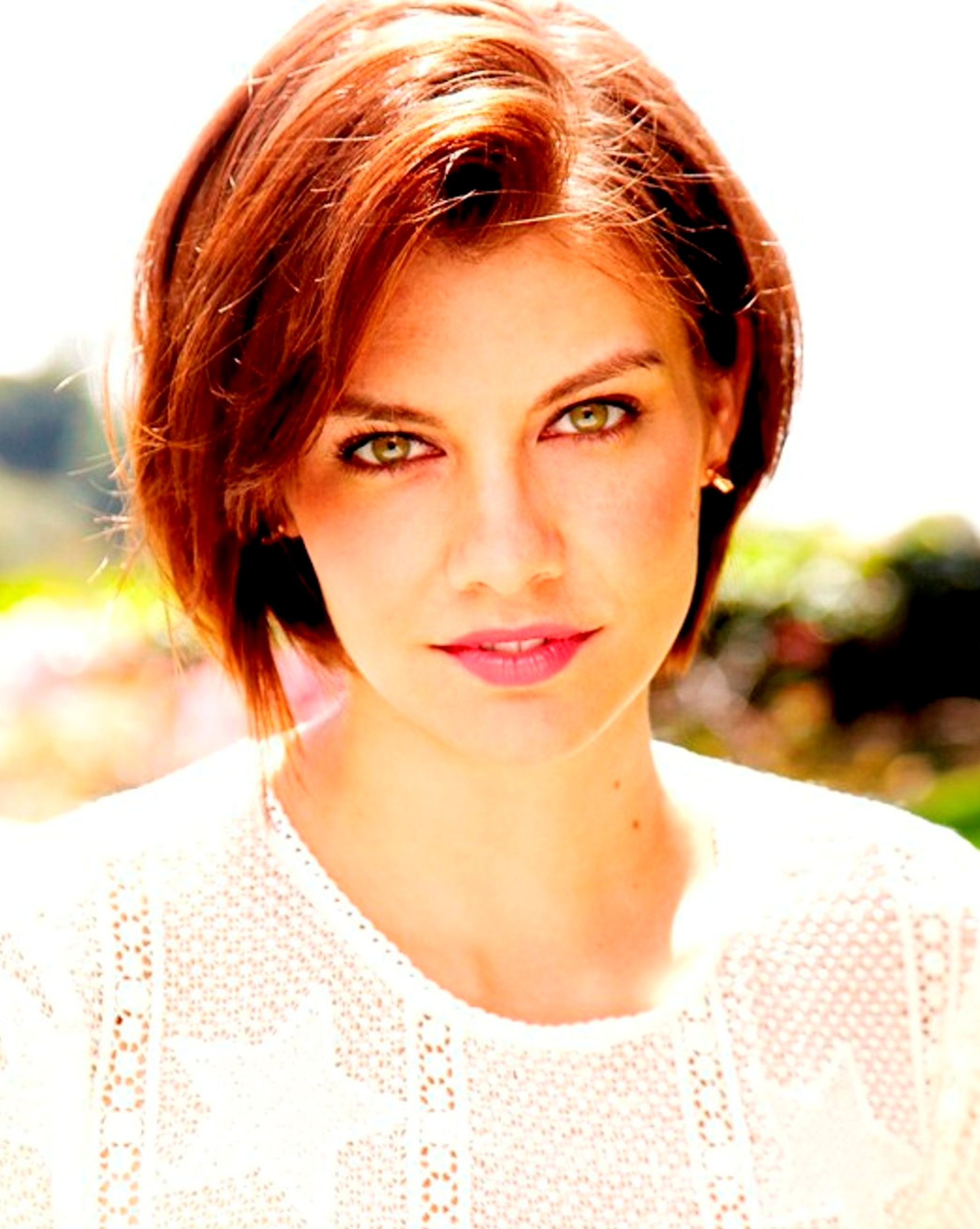
Lauren Cohan en 2012.

En 2005, Lauren Cohan fait ses débuts cinématographiques avec Casanova, où, tenant un rôle secondaire, elle a joué aux côtés de Heath Ledger.
En 2006, elle tient un rôle plus important dans Van Wilder 2 : Sexy Party, suite du film American Party, qui, toutefois, ne rencontre pas le même succès commercial en salles.
En 2007, elle tient l'un des rôles principaux du film indépendant, Float, qui, ayant obtenu l'Audience Award du meilleur film au Dances With Films et le prix du meilleur scénario au Arpa International Film Festival, est sorti en DVD en juillet 2009. Elle a également joué de petits rôles dans des séries : Elle fait ses débuts à partir de cette année, lorsqu'elle joue un rôle mineur dans le feuilleton télévisé américain Amour, Gloire et Beauté. Dans le même temps, elle signe pour son premier rôle récurrent dans la série fantastique Supernatural, jouant une voleuse nommée Bela Talbot pour une poignée d'épisodes.
Entre 2008 et 2009, elle continue d'apparaître, le temps d'un épisode, dans diverses séries télévisées comme Valentine et Life.
En 2010, elle joue, aux côtés de Luke Goss, Danny Trejo, Ving Rhames et Sean Bean, dans Course à la mort 2, sorti directement en vidéo , prequel du film avec Jason Statham. La même année, elle intervient dans un épisodes des Experts : Manhattan ainsi que dans Cold Case : Affaires classées et, enfin, Modern Family. Elle retrouve ensuite un rôle régulier, et à nouveau dans une série fantastique, pour Vampire Diaries, entre 2010 et 2012, dans six épisodes, afin d'incarner le personnage de Rosemary « Rose ».
En 2011, elle rejoint brièvement aussi la quatrième saison de la série comique Chuck, elle y interprète le rôle de Vivian McArthur/Volkoff.

#### Passage au premier plan et révélation

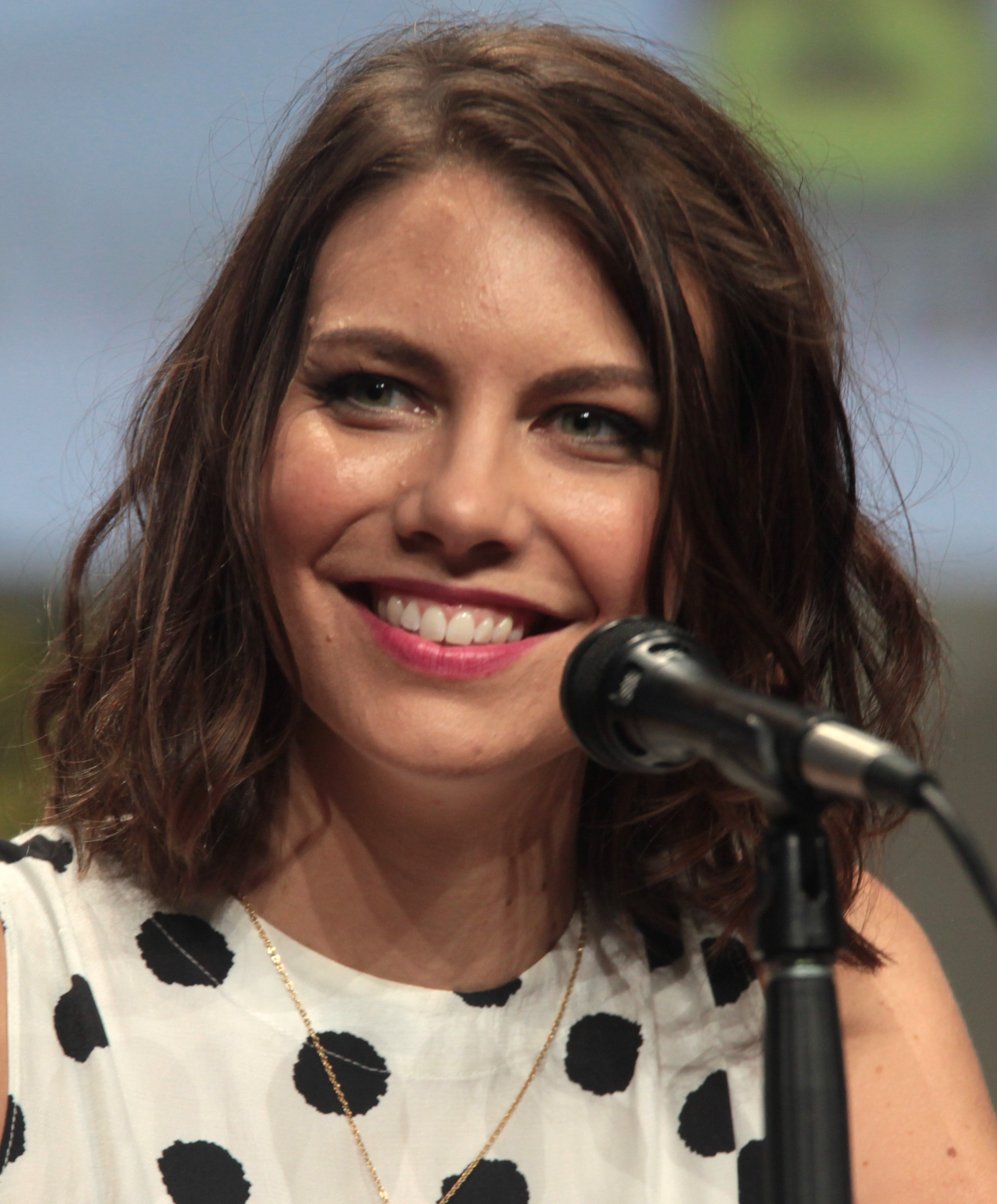
Lauren Cohan au Comic Con de San Diego en 2014.

En 2011, Lauren Cohan décroche le rôle de Maggie Greene dans la série d'horreur The Walking Dead, ce qui la révèle au grand public en tant que tête d'affiche. Elle profite du large succès rencontré par le programme pour décrocher des seconds rôles au cinéma.
En 2014, elle fait partie de la distribution chorale du drame indépendant Bad Luck, aux côtés notamment de Sylvester Stallone.

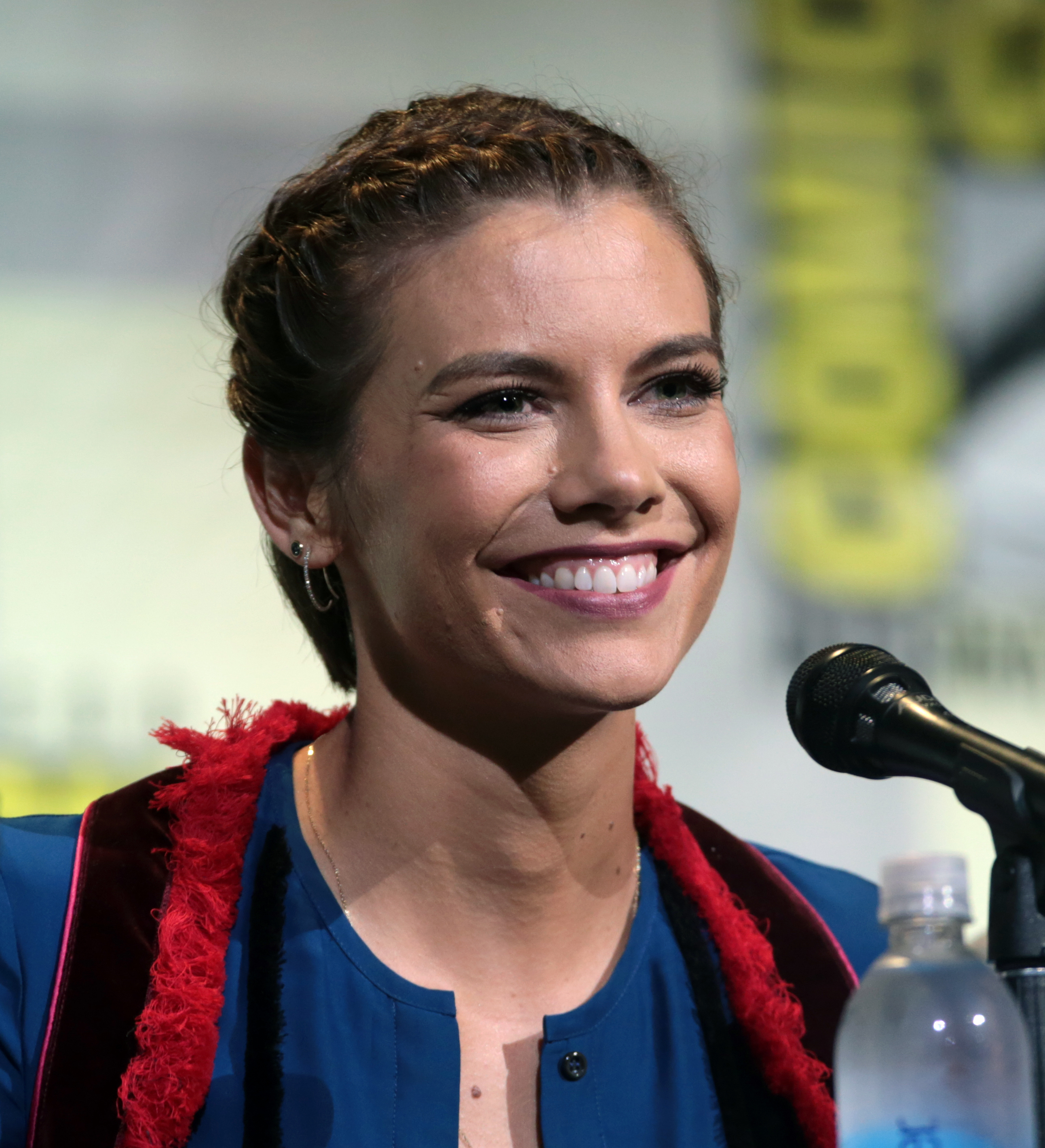
Au Comic-Con de San Diego, en 2016, pour la promotion de The Walking Dead.

En 2016, elle est la tête d'affiche d'un film d'horreur à petit budget, The Boy. La même année, elle joue un rôle mineur dans le blockbuster Batman v Superman : L'Aube de la justice, où elle joue furtivement le personnage de Martha Wayne, la mère décédée du chevalier noir.
En 2017, elle est à l'affiche du biopic controversé All Eyez on Me, centré sur le rappeur Tupac Shakur. Cette année-là, elle reçoit une citation pour le People's Choice Awards de la meilleure actrice dans une série télévisée fantastique pour son travail sur The Walking Dead.
En 2018, elle décroche enfin un rôle exposé : le premier rôle féminin du film d'action 22 Miles, aux côtés de la star Mark Wahlberg. Réalisé par Peter Berg, ce film fonctionne commercialement en décrochant la troisième place du box-office à sa sortie, en dépit d'un accueil critique très mitigé. Cette même année, elle quitte The Walking Dead au bout des six premiers épisodes de la neuvième saison. Elle préfère à la série horrifique une nouvelle fiction, la comédie d'espionnage Whiskey Cavalier, lancée à la rentrée 2018 par la chaîne ABC. Cohan tient le rôle-titre de la série, et elle est entourée de Scott Foley, Ana Ortiz et Tyler James Williams. Cependant, la série est arrêtée à l'issue de la première saison, faute d'audiences,. Lui laissant ainsi la possibilité de revenir dans The Walking Dead. Un retour, après une saison et demie d'absence, rapidement confirmé en octobre 2019, durant le New York Comic Con, lorsque la série est renouvelée pour une onzième saison,,,.

## Filmographie

### Cinéma

#### Longs métrages
- 2005 : Casanova de Lasse Hallström : Sœur Beatrice
- 2006 : Van Wilder 2: The Rise of Taj de Mort Nathan : Charlotte Higginson
- 2008 : Float de Johnny Asuncion : Emily Fulton
- 2010 : Death Race 2 de Roel Reiné : September Jones (vidéo)
- 2010 : Young Alexander the Great de Jalal Merhi : Leto (vidéo)
- 2014 : Bad Luck (Reach Me) de John Herzfeld : Kate
- 2016 : The Boy de William Brent Bell : Greta
- 2016 : Batman v Superman : L'Aube de la justice (Batman v Superman : Dawn of Justice) de Zack Snyder : Martha Wayne
- 2017 : All Eyez on Me de Benny Boom : Leila Steinberg
- 2018 : 22 Miles (Mile 22) de Peter Berg : Alice Kerr
- 2022 : Catwoman: Hunted de Shinsuke Terasawa : Julia Pennyworth (voix)

#### Courts métrages
- 2005 : The Quiet Assassin d'Alex Hardcastle : Alessia
- 2010 : Pratical de Jesse Shapiro : Lauren
- 2018 : Duck: A Film by Kevin Bacon de Kevin Bacon : Lauren

### Télévision

#### Séries télévisées
- 2007 : Amour, Gloire et Beauté (The Bold and the Beautiful) : une employée des Créations Forester (1 épisode)
- 2007-2008 : Supernatural : Bela Talbot (6 épisodes)
- 2008 : Valentine : Joanna Clay (1 épisode)
- 2009 : Life :  Jackie Rolder (1 épisode)
- 2010 : Les Experts : Manhattan (CSI: NY) : Meredith Muir (1 épisode)
- 2010 : Cold Case : Affaires classées (Cold Case) : Rachel Malone en 1986 (1 épisode)
- 2010 : Modern Family : une réceptionniste (1 épisode)
- 2010-2012 : Vampire Diaries : Rosemary « Rose » (6 épisodes)
- 2011 : Chuck : Vivian McArthur / Volkoff (8 épisodes)
- 2011 à 2022 : The Walking Dead : Maggie Greene
- 2012 : Childrens Hospital : Lulu and poppy Pratt (1 épisode)
- 2013 : New York, unité spéciale : Avery Jordan (saison 14, épisode 18)
- 2014 : Tim & Eric's Bedtime Stories : Stephanie (1 épisode)
- 2016 : The Mindy Project : Ashley (saison 4, épisodes 18, 19)
- 2019 : Whiskey Cavalier : Francesca « Frankie » Trowbridge (rôle principal - 13 épisodes)
- 2021 : Invincible : Holly / War Woman (en cours)
- 2023 : The Walking Dead: Dead City : Maggie Greene

#### Séries d'animation
- 2014 : Archer : Juliana (4 épisodes)
- 2017 : Robot Chicken : Maggie Greene (1 épisode)
- 2024 : Twilight of the Gods : Inge (2 épisodes)

#### Téléfilm
- 2011 : Heavenly de Mimi Leder : Lily

### Jeu vidéo
- 2014 : Destiny : Exo Stranger

## Distinctions
Sauf indication contraire, les informations mentionnées dans cette section peuvent être confirmées par la base de données cinématographiques IMDb,  présente dans la section « Liens externes ».

### Récompense
- Saturn Awards 2022 : meilleure actrice de télévision dans un second rôle pour The Walking Dead

### Nominations
- BloodGuts UK Horror 2016 : meilleure actrice pour The Boy
- iHorror Awards 2017 : meilleure actrice dans une série télévisée d'horreur pour The Walking Dead
- People's Choice Awards 2017 : meilleure actrice dans une série télévisée de science fiction et/ou fantastique pour The Walking Dead

## Voix francophones
En France
| - Marie Giraudon dans (les séries télévisées) : - Chuck - Vampire Diaries - The Walking Dead - New York, unité spéciale - The Mindy Project - Whiskey Cavalier - Invincible (voix) - The Walking Dead: Dead City | - Sybille Tureau dans : - Supernatural (série télévisée) - Death Race 2 - Bad Luck - Delphine Rivière dans (les séries télévisées) : - Cold Case : Affaires classées - Life Et aussi - Margot Faure dans The Boy[réf. nécessaire] |

Au Québec
 Note : La liste indique les titres québécois.
- Mélanie Laberge[23] dans :
  - Course à la mort 2
  - Le Garçon
  - Cible 22

Et aussi
- Amélie Bonenfant dans Van Wilder 2: Sexy Party[23]